# Civeta de Madagascar
La civeta de Madagascar (Fossa fossana), és una espècie rara d'euplèrid endèmica de Madagascar.
Anteriorment, la civeta de Madagascar havia estat ubicada dins del gènere Hemigalus de la subfamília dels hemigalins, juntament amb la civeta de palmera ratllada, i posteriorment dins la seva pròpia subfamília (Fossinae), però actualment és un membre de la subfamília dels euplerins. També ha estat anomenada Fossa fossa. No s'ha de confondre amb el fossa, una espècie similar també endèmica de Madagascar, que té el nom científic de Cryptoprocta ferox. Tampoc és la mateixa espècie que l'eupleri, amb el qual comparteix també subfamília.

## Descripció
La civeta de Madagascar és el segon carnívor més gran de l'illa, darrere del fossa (Cryptoprocta ferox). Té una longitud del cos i el cap compresa entre 40 i 45 centímetres, amb una longitud de cua que vaira entre 21 i 25 centímetres, i un pes d'entre 1,5 i 2 quilos. La femella sol ser més llarg, mentre que el mascle sol ser més pesat.
Tenen un pelatge curt i dens de color marró amb quatre fileres de taques fosques al llarg de l'esquena, i la part ventral més clara. El rostre s'assembla al d'una guineu, amb un cos de la mida i la forma d'un gat domèstic.

## Distribució i hàbitat
És nativa i endèmica de Madagascar, on viu a la major part de l'illa, des dels boscos humits de les terres baixes fins a les muntanyes seques més elevades.

## Comportament
Són animals terrestres i nocturns, que s'alimenten a terra o als arbres baixos. Emmagatzemen reserves de greix a la cua per a l'hivern, podent afegir-hi fins a un 25% del seu pes corporal total.
Les parelles en reproducció marquen el territori amb la seva aroma. Aquestes olors són produïdes a les glàndules anogenitals, de les galtes i del coll.
La civeta de Madagascar omple el nínxol ecològic que normalment ocupen la guineu o els fèlids.

## Dieta
S'alimenta de petits mamífers, principalment rosegadors i tenrecs, però també de rèptils, granotes, petits ocells e invertebrats, com el cranc de riu.

## Reproducció
La civeta de Madagascar forma parella durant la temporada de reproducció, en la qual cada parella ocupa una zona de distribució d'aproximadament 2,6 km². L'aparellament té lloc en els mesos d'agost i setembre. Les femelles donen a llum una única cria tres mesos més tard. Les cries neixen amb el pelatge complet i els ulls oberts. Als tres dies ja caminen, mengen carn després del primer mes, i són deslletades entre el segon i el tercer. Els joves abandonen als pares al voltant del primer any, quan marxen per trobar el seu propi territori.

## Predadors
Els adults de civeta de Madagascar tenen molt pocs predadors naturals, però els joves poder ser caçats per serps, ocells, o altres predadors. De vegades també són caçades pels gossos domèstics introduïts a l'illa i pels humans, per la seva carn.
La civeta de Madagascar fa servir un camuflatge i el fet de ser un animal nocturn, per evitar als predadors.

## Importància econòmica
És un benefici per la seva carn. També és un atractiu popular pels turistes, que poden fotografiar-les amb força facilitat, donat que se les pot atreure amb esquers.

## Estat de conservació
La llista actual es basa en la sospita d'una disminució de la població del 20% o més en els últims 10 anys, juntament amb una disminució en la mida i la qualitat de l'hàbitat. La disminució es complementa a més amb la captura de les civetes per a l'alimentació, i amb la competència amb la civeta petita de l'Índia (Viverricula indica)